# Prästö sundet
Prästö sundet är ett sund som delar kommunerna Sund och Vårdö på Åland. Sundet är cirka 2,5 kilometer långt i sydväst-nordostlig riktning och cirka 400 meter brett. Prästö sundet har ön Prästö i Sund i öster och ön Töftö i Vårdö i öster. Sundet förbinder Lumparn i söder med Vargatafjärden i norr, genom sundet går en officiell 5,5 meter djup farled.
Ålandstrafikens vajerfärja Töftöfärjan som trafikerar sundet förbinder Vårdös vägnät med fasta Ålands.